# Eyemouth
Eyemouth (Schots-Gaelisch: Inbhir Eighe, Schots: Hymooth) is een kleine parochieplaats aan de kust van Berwickshire in de Scottish Borders. Het ligt 13 km ten noorden van Berwick-upon-Tweed. Eyemouth maakt deel uit van de Scottish Borders Council.

## Geografie
De plaats, oorspronkelijk gespeld Aymouth, heeft haar naam te danken aan de ligging bij de monding van de rivier de Eye. De kust bestaat ter plekke uit hoge kliffen boven diep helder water met kleine zanderige baaien en schilderachtige havens. Ondanks de beschutting door de Hurkur rotsen, kunnen stormen enorme golven veroorzaken, die wolken schuim over de kade jagen. Deze kade is vernoemd naar het Ierse vissersplaatsje Bantry in het graafschap Cork.
Eyemouth is een vissershaven en viert jaarlijks het haringkoningin-festival.
Eyemouth biedt onderdak aan het "World of Boats" een opmerkelijke collectie van 400 traditionele schepen en 300 scheepsmodellen uit alle streken en uit alle tijden.
Markante gebouwen in het dorp zijn Gunsgreen House en een kerkhof-wachthuisje, gebouwd ter bescherming tegen lijkenpikkers (body snatchers). Veel kenmerken van een traditioneel vissersdorp zijn bewaard gebleven in de nauwe straten en steegjes, die in vroeger tijden zeer geschikt waren voor de traditionele smokkelarij.
Eyemouth ligt niet ver van de dorpjes Ayton, Reston, St. Abbs, Coldingham en Burnmouth. De kust heeft vele mogelijkheden voor vogelobservatie, wandelen, vissen en duiken. De geologie van de streek staaft het verschijnsel van plooiing van de aardkorst, hetgeen James Hutton tot zijn theorie bracht, dat het aardoppervlak door de eeuwen heen drastisch is veranderd.

## Trivia
- John Churchill, later beter bekend als de eerste hertog van Marlborough verwierf als Lord Churchill of Eyemouth zijn eerste titel in de (Schotse) adelstand. Hij was daarmee de eerste en tevens de laatste baron met die titel.
- Eyemouth is de geboorteplaats van de darter Gary "Dreamboy" Anderson.

## Foto's

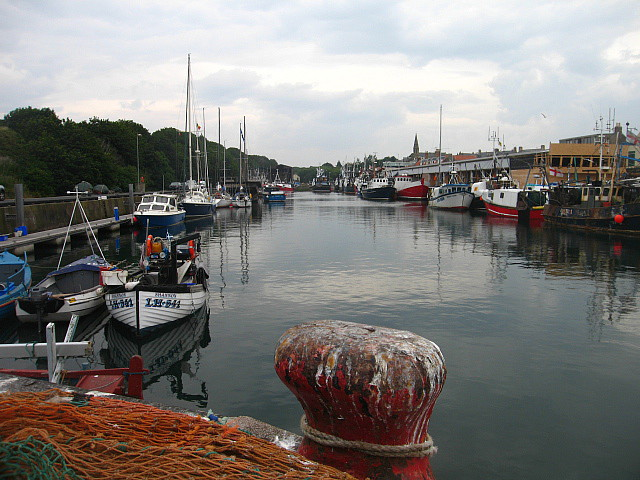
De haven van Eyemouth
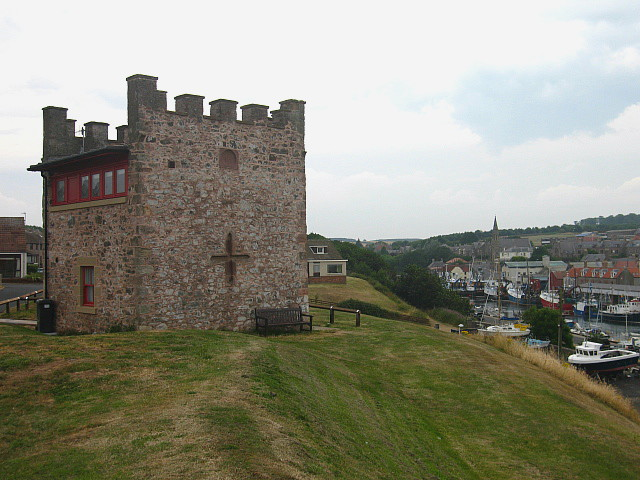
Doocot (Schots), Dovecot (UK), Duvekot (Zeeuws), Duiventil (NL)
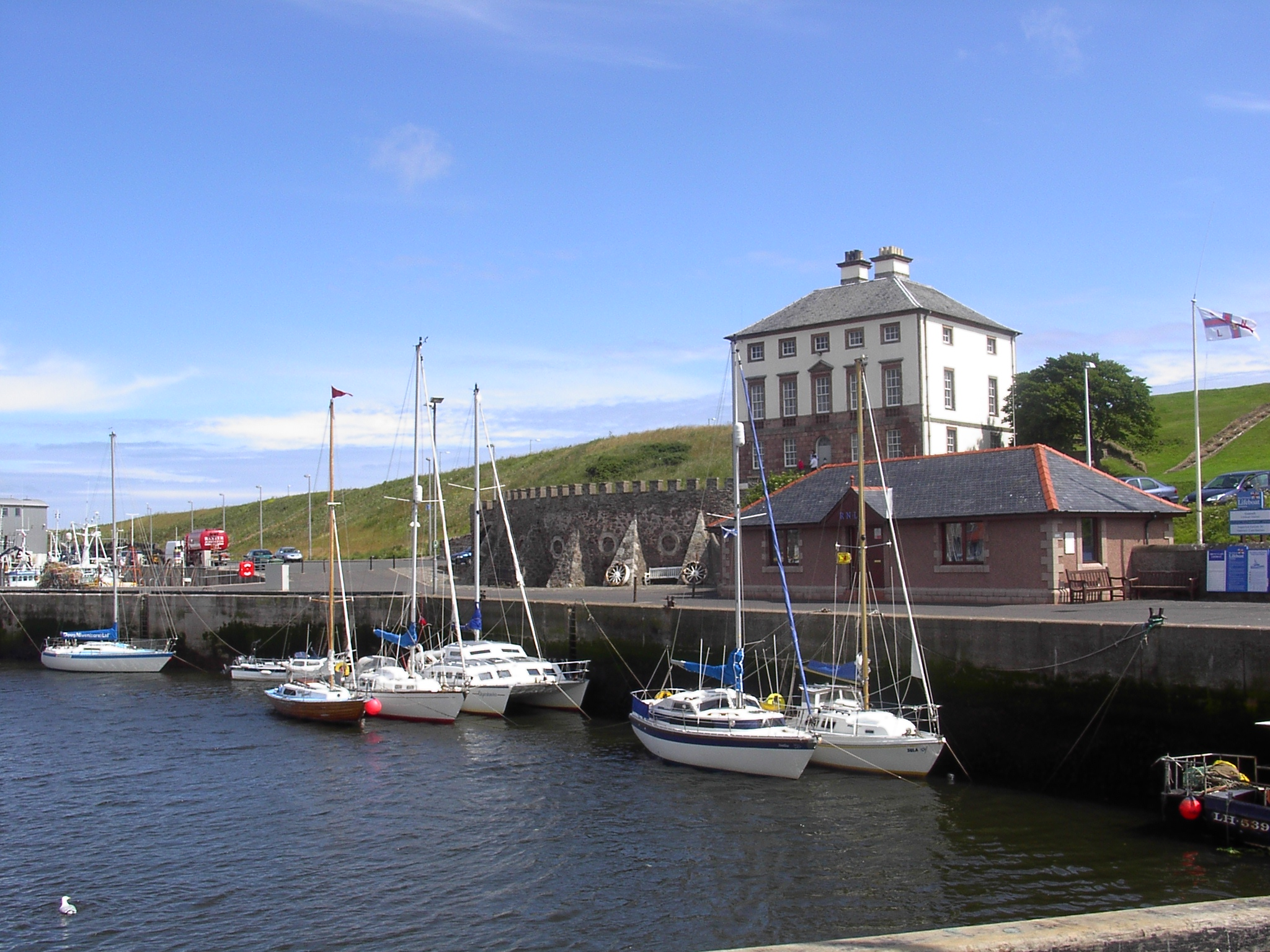
Gunsgreen House met RNLI-station op de voorgrond